# Ejército del Estandarte Verde
El Ejército del Estandarte Verde (en chino tradicional, 綠營兵; pinyin, Lùyíngbīng; en manchú: niowanggiyan turun i kūwaran) fue una fuerza militar en la China de la dinastía Qing. Estaba compuesto mayoritariamente por soldados de la etnia han y operaba en paralelo al ejército manchú-mongol-han llamado las Ocho Banderas. En áreas con una elevada cantidad de musulmanes (hui), los musulmanes sirvieron también en Ejército del Estandarte Verde.

## Historia
El ejército del estandarte verde original fue formado por las tropas Ming que se fueron rindiendo a los Qing desde 1644. Estas tropas se alistaban voluntariamente y por largas temporadas, normalmente para salir de su origen humilde, y se encontraban marginadas por el estigma social que el ejército tenía en el periodo Ming tardío. Habitualmente eran demasiado pobres para poder casarse y formar una familia.
Durante la revuelta de los tres feudatarios los generales manchúes fueron humillados por su mal desempeño en comparación al ejército Han agrupado bajo el estandarte verde. El emperador Kangxi se percató de ello y ordenó a los generales Han Sun Sike, Wang Jinbao, y Zhao Liangdong y al ejército del estandarte verde aplastar la rebelión. Los Qing pensaban que los chinos Han eran la mejor opción para enfrentarse a enemigos de su misma etnia y usaron el ejército del estandarte verde en vez de las ocho banderas manchúes para preservar la paz interior. En la guerra contra Wang Fuchen en el noroeste de China, los Qing usaron a las ocho banderas como retaguardia mientras el ejército del estandarte verde y los generales Han como Zhang Liangdong, Wang Jinbao y Zhang Yong eran las fuerzas principales. Sichuan y el sur de Shaanxi fueron reconquistados por el ejército Han de Wang Jinbao y Zhao Liangdong en 1680, con los manchúes únicamente proporcionando logística y provisiones. 400 000 soldados del ejército del estandarte verde soldados y 150 000 soldados de las ocho banderas combatieron en la guerra en 213 compañías Han y 527 compañías manchúes.
Las reformas militares del emperador Kangxi durante los últimos años de la guerra llevaron a una división del ejército imperial en dos ramas con diferentes funciones y organización. Las ocho banderas del sistema tradicional se convirtieron en la guardia de la dinastía, de la que se fueron paulatinamente excluyendo los elementos chinos y mongoles hasta que en el siglo XVIII volvieron a ser étnicamente manchúes.
Desde entonces, el ejército del estandarte verde fue la principal fuerza policial, diseñada para mantener el orden público local y acabar con alborotos de pequeño alcance. Aun así, también eran el grueso de las fuerzas en las guerras. El ejército del estandarte verde se vio fragmentado en literalmente miles de grandes y pequeñas guarniciones a lo largo del imperio, a veces con apenas escuadras de doce hombres. Se organizaba en batallones que rendían cuenta a gobernadores regionales que a su vez obedecían a comandantes en jefe (提督T, TídūP) en cada provincia. Gobernadores y gobernadores generales tenían cada uno un batallón bajo su mando personal, pero se dedicaban principalmente a cuestiones de índole judicial e impositiva más que a lidiar con insurrecciones. En paz, era raro que un oficial tuviera a su cargo más de 5000 soldados.
Estrictamente hablando, este ejército del estandarte verde no fue una fuerza hereditaria, a pesar de que la dinastía Qing reclutó preferentemente a hijos y otros parientes de soldados en servicio. El ejército era considerado una carrera vitalicia, aunque era fácil ser licenciado como civil.
En áreas de frontera se empleaba un sistema de rotación. En Kashgaria, tropas del estandarte verde de Shaanxi y Gansu tenían que servir campañas de tres años, periodo más tarde aumentado a cinco, antes de obtener un destino en casa.
Hacia 1800 tanto las fuerzas del estandarte verde como las ocho banderas y los ejércitos habían entrado en declive, como se vio en la primera y segunda guerra del opio y en la rebelión taiping.
Ma Zhan'ao, un antiguo rebelde musulmán, desertó a los Qing durante la revuelta dungan (1862-1877) y sus fuerzas musulmanas fueron entonces incorporadas al ejército del estandarte verde tras la guerra.